# Heavenly Sword
Heavenly Sword is een computerspel ontwikkeld door Ninja Theory exclusief voor de PlayStation 3.

## Gameplay
De gameplay van Heavenly Sword is gefocust op vechten met een wapen genaamd de "Heavenly Sword" dat op lange en korte afstanden kan aanvallen. De protagonist, Nariko, kan de Heavenly Sword gebruiken in drie stijlen. "Speed Stance" heeft een balans tussen kracht en snelheid, in deze stijl neemt het zwaard de vorm aan van twee aparte zwaarden. "Range Stance" is sneller en kan gebruikt worden voor aanvallen op afstand, maar is zwakker. "Power Stance" is het sterkste, maar ook de traagste stijl waarin het zwaard de vorm aanneemt van één groot zwaard. Voor sommige delen in het spel moet de speler op een knop die op het scherm getoond is drukken om bepaalde acties te voltooien.
Een tweede karakter, Kai, kan bestuurd worden voor sommige delen in het spel. Ze kan haar kruisboog gebruiken om vijanden uit te schakelen. Projectielen kunnen bestuurd worden naar een doelwit met de SIXAXIS controller door "Aftertouch".

## Recensies
| Recensies            | Recensies                          | Recensies                          |
| -------------------- | ---------------------------------- | ---------------------------------- |
| Game Rankings        | 81% (gebaseerd op 68 recensies)    | 81% (gebaseerd op 68 recensies)    |
| Metacritic           | 79/100 (gebaseerd op 60 recensies) | 79/100 (gebaseerd op 60 recensies) |
| Publicatie           | Score                              |                                    |
| Game Informer        | 8.75/10                            |                                    |
| GamePro              | 4.5/5                              |                                    |
| GameSpot             | 8/10                               |                                    |
| IGN                  | 7/10                               |                                    |
| PlayStation Universe | 9/10                               |                                    |

Het spel is geprezen voor zijn graphics en vechtsysteem en heeft kritiek gekregen op zijn korte speelduur en tekortkoming van online mogelijkheden. Het spel heeft 79/100 op Metacritic gebaseerd op 63 recensies.

## Geschiedenis
Heavenly sword was een van de eerste titels die werden bekendgemaakt na de aankondiging van de PlayStation 3. De titel zou echter pas een jaar na de launch van de PS3 verschijnen.
Het spel maakte uitvoerig gebruik van de mogelijkheden van de SIXAXIS controller, hierdoor werden de mogelijkheden van de nieuwe techniek aangetoond maar ook de pijnpunten. De technologie sloeg niet aan en na de introductie van de PlayStation Move controller werd de techniek nog nauwelijks gebruikt.
Ontwikkelaar Ninja theory maakte later nog Enslaved: Odyssey to the West (2010), net als Heavenly sword een PlayStation exclusive.

## Trivia
- Het spel is opgenomen in het boek 1001 Video Games You Must Play Before You Die van Tony Mott.